# James Henry Bennett
Pour les articles homonymes, voir Bennett.
Ne pas confondre avec la famille des Gordon Bennett
James Henry Bennett, né le 6 mars 1816 à Manchester et mort le 28 juillet 1891 à La Bollène-Vésubie (Alpes-Maritimes) est un médecin gynécologue et hygiéniste anglais. 

## Éléments biographiques

### Formation et début de carrière
Son père est un grand industriel dans le textile, et sa mère une fille de médecin.
Quand il a 13 ans, son père décède et sa mère vient s'installer à Paris. Après avoir effectué ses études secondaires au lycée Saint-Louis il s’inscrit à la faculté de médecine de la Sorbonne. Durant son internat, il aura notamment pour maîtres Alfred Velpeau (1795-1867), Augustin-Nicolas Gendrin (1796-1890), Jobert de Lamballe (1799-1867), et Jacques Lisfranc (1790-1847). Il se marie à 26 ans, mais le ménage n'est pas heureux et les deux époux sans enfants vivent séparés.
Il se spécialise en gynécologie et s'installe à Londres en 1844. Il connaît une grande réussite professionnelle et s'intéresse aussi au sujet plus général de la santé et à l'acclimatation de plantes exotiques dans une grande propriété qu'il a achetée près de Londres.
Cependant, sa santé se dégrade peut-être en raison de son activité professionnelle intense et de ses nombreux voyages.

### Menton
En 1859, à 43 ans, après 25 années de travail, et devenu tuberculeux, il quitte l’Angleterre pour la Riviera, désireux de "mourir dans un endroit tranquille",.
À Menton, à sa grande surprise, son état de santé s’améliore considérablement,.
Deux ans plus tard, complètement guéri, il installe un cabinet médical dans la ville, ouvert tout l’hiver. L'écrivain Robert Louis Stevenson est l’un de ses nombreux patients. Chaque année, il séjourne à Menton de la dernière semaine d'octobre jusqu'à fin avril. Pendant le mois de mai, il voyage sur la Méditerranée. Et l’été, il retourne voir ses malades en Angleterre.
Il étudie aussi la météorologie et le climat avec le docteur Farina. Il écrit deux livres à ce propos :
- Sur le traitement des maladies pulmonaires, par l’hygiène, le climat, et la médecine, et ses rapports avec les doctrines modernes.
- L’hiver et le printemps sur les côtes de la Méditerranée.

En 1861, il fait paraître à Londres une étude Mentone and the Riviera as a winter climate où il explique vouloir faire connaître, aux habitants du Nord, ce pays favorisé de la nature, qui lui avait rendu la santé et la vie. Pour lui, rien ne valait Menton, mieux protégé que Hyères, Nice et Cannes par une couronne de montagne de plus de mille mètres, avec une seule ouverture, à 720 m, au col de Castillon. 
Le docteur anglais voulait avant tout aider les malades, supportant difficilement la rudesse de l’hiver, et les invitait à venir se faire soigner au calme et au repos dans la « petite ville italienne, sur les bords ensoleillés de la Riviera ». Même si ses travaux sur le traitement des maladies « nerveuses » (asthme, névralgies…) n’avaient pas encore abouti, il savait, néanmoins, qu’un climat chaud et sec et un régime approprié guérissaient les poitrinaires.
Il prend une part active à la vie de la commune, notamment pour demander l'amélioration de l'hygiène publique (mise en place d'égouts, de toilettes publiques…), ou pour exiger que les hôtels passent dans une étuve tout le linge personnel et d'ameublement au départ d'un client.
Il entreprend de nombreux voyages sur tout le pourtour de la Méditerranée. Il écrit dans de nombreuses revues médicales, botaniques ou touristiques.
L’ouverture de la ligne de chemin de fer Paris-Nice-Gênes permet d’accéder plus facilement à la Côte d’Azur, avec notamment en 1861 la mise en place de la liaison entre Nice et Vintimille qui met Menton à 23 heures de Paris. Elle remplace le bateau qui était dans la pratique plus utilisé que la route difficile en raison du terrain escarpé avec des éboulements fréquents.
Les ouvrages du docteur et l'arrivée du chemin de fer font passer Menton de deux hôtels en 1861 à 30 en 1875.
En 1865, il achète un terrain et la tour médiévale en ruine appelée Torre dei Corsi au-dessus des Rochers Rouges en Italie, à 300 mètres de la frontière française. Il acclimate des plantes exotiques dans des serres, mais fait arracher les plantes locales perdant leurs feuilles en hiver comme les figuiers. Il crée un jardin de huit acres avec l’aide d’un jardinier du village voisin de Grimaldi. Il accueille aussi les riches anglais installés ou de passage dans la région. Il entretient des rapports suivis avec des amateurs de botanique tels que Alphonse Karr à Nice et son voisin Thomas Hanbury à Vintimille. La villa qu'il construit à côté de la tour deviendra le château Grimaldi et, en 1925, sera achetée par le célèbre chirurgien Serge Voronoff qui y élèvera ses singes.
Très intégré dans la vie locale, il participe par exemple au financement de la construction de l'église anglicane de la Saint-John Church.
En 1881, le quart de la population est étrangère, essentiellement britannique, les Allemands et les Suisses préférant parfois les Alpes.
C'est Bennett qui fait venir la reine Victoria sur les hauteurs de Menton-Garavan avec une importante suite. Elle passe souvent ses après-midis dans sa propriété facile à surveiller pour déjouer le genre d'attentat qui a coûté la vie à Élisabeth d'Autriche,.
Le 23 février 1887, un tremblement de terre important détruit ou endommage de nombreuses constructions à Menton.
Il vend sa propriété en 1889, pour s'installer dans celle de sa nièce un peu en contrebas. Il écourte ses voyages à l'étranger, mais décède à La Bollène-Vésubie en 1891.
La Ville de Menton considère le docteur James Henry Bennett comme l'"inventeur de la station climatique de Menton".

## Controverse
Selon d'autres opinions, le docteur Bennett n'était pas atteint de tuberculose, et sa survie n'a donc rien d'étonnant. Toujours selon ces sources , le cimetière du château de Menton contient environ 2.000 tombes de riches étrangers venus soigner leurs maladies et notamment leur tuberculose. Un bon nombre n'avait pas survécu longtemps.